# Sebastián Alarcón
Sebastián Alarcón (Valparaíso, 14 de enero de 1949 - Moscú, 30 de junio de 2019) fue un director y guionista de cine chileno. Realizó gran parte de su trabajo en la extinta Unión Soviética y fue parte de los directores del llamado cine chileno del exilio, que fue un movimiento grupo de directores exiliados de la dictadura militar de Pinochet, realizan obras en su mayoría eran de denuncia al régimen.

## Biografía
Nacido en Valparaíso, fue formado inicialmente en la Escuela de Cine de Valparaíso, alumno de Aldo Francia y José Román, entre otros.
En 1969 es becado por cinco años para estudiar en el Instituto de Cine en la Unión Soviética. Se inicia en los documentales con "Ritmos eternos" (1972) y "El despertar" (1973). Tenía la intención de realizar su carrera en Chile, pero el golpe militar se lo impide, decidiendo quedarse en la Unión Soviética, hecho que influiría en su cine, como su siguiente trabajo, el cortometraje documental "La primera página" (1974), donde muestra su visión del golpe militar.  En 1977 realiza junto con Aleksandr Kosarev, la película Noche sobre Chile, que aborda también los primeros días del golpe militar, siendo visto por más de ochenta millones de personas en la Unión Soviética y que ganó el Premio Especial en el décimo Festival Internacional de Cine de Moscú.
En 1979 estrena Santa Esperanza, una película que relata la historia de los prisioneros en un campo de concentración en el desierto, basado en el Campo de Prisioneros Chacabuco, para la cual el director consultó con el líder comunista Luis Corvalán, que fue prisionero en dicho campo.
En 1982 estrena La caída de cóndor, película que narra la historia de un dictador latinoamericano que es derrocado, aunque sin alusión directa a Augusto Pinochet y a Chile, es su representación simbólica. En 1986 realiza una adaptación libre de la novela La ciudad y los perros del peruano Mario Vargas Llosa titulada El Jaguar, sobre una escuela militar durante la dictadura chilena.
Realizó filmes de ficción, destacando La apuesta del comerciante solitario (1984) e Historia de un equipo de billar (1988). Luego de algunas realizaciones en el género de la comedia con escasa recepción por parte del público ("Los agentes de la KGB también se enamoran"), en 1996 filma Cicatriz, una película acerca del atentado a Augusto Pinochet diez años antes.
En 2009 lanza Desorejado, una película sobre la vida de Gonzalo Calvo de Barrientos.
Falleció el 30 de junio de 2019 a causa de un cáncer en Moscú.

## Filmografía
- Ritmos eternos (1972)
- El despertar (1973)
- La primera página (1974)
- Los tres Pablos (1976)
- Noche sobre Chile (1977)[14]
- Santa Esperanza (1980)
- La caída del cóndor (1982)
- La apuesta del comerciante solitario (1984)
- Jaguar (1986)
- Historia de un Equipo de Billar (1988)
- Una actriz española para el ministro ruso (1990)
- Los agentes de la KGB también se enamoran (1991)
- En busca del falo dorado (1993)
- Cicatriz (1996)
- El fotógrafo (2002)
- Desorejado (2009)[11][12]
- El opositor (2019)